# Shaman King
Shaman King (japanisch シャーマンキング Shāman Kingu) ist eine Manga-Serie des japanischen Zeichners Hiroyuki Takei, die von 1998 bis 2004 veröffentlicht wurde. Zwischen 2001 und 2002 wurde die Reihe als Anime-Fernsehserie adaptiert.

## Handlung
Alle 500 Jahre findet ein Turnier zwischen Schamanen aus aller Welt statt, um so den König der Schamanen zu ermitteln, der das Gleichgewicht zwischen Leben und Tod erhalten soll. Unter ihnen der 13-jährige Yo Asakura mit seinem Schutzgeist Amidamaru. Im Kampf gegen andere Schamanen stehen Yo sein bester Freund Manta Oyamada, seine Verlobte Anna Kyouyama und noch viele weitere Freunde zur Seite. Doch für Yo selbst gibt es ein ganz bestimmtes Ziel, welches bereits bei seiner Geburt festgelegt wurde. Er muss seinen Zwillingsbruder Hao Asakura, der bereits vor 1000 und 500 Jahren lebte und nun zum zweiten Mal wiedergeboren ist, besiegen, weil dieser alle Menschen vernichten will, um ein Königreich der Schamanen zu gründen. So beginnt eine lange und gefährliche Reise für Yo und seine Freunde.

## Charaktere
Yo Asakura (麻倉 葉, Asakura Yō)
Yo stammt aus einer der mächtigsten Schamanenfamilien Japans. Deshalb war Yo in seiner Kindheit immer einsam, da ihn alle für verrückt hielten, als er über Geister sprach, bis er eines Tages Manta Oyamada kennenlernte. Yo bringt scheinbar nichts aus der Ruhe (was auch der Grund seiner Macht ist) und schwärmt immerzu von Musik (sein Lieblingssänger heißt Bob). Sein Markenzeichen sind orange Kopfhörer und eine Kette aus Bärenklauen um seinen Hals, die er als Erinnerung an seinen ersten Geisterfreund Matamune immer bei sich trägt. In seiner Kindheit wurde er von seinem Großvater Onmyo Yomei Asakura (麻倉 葉明, Asakura Yōmei) ausgebildet, war dem jedoch alles andere als ein guter Schüler. Später nahm sich Anna, Yos spätere Verlobte und eine Itako, seiner an. Yo wird während des Turniers, bei dem jeweils zwei Teams bestehend aus drei Schamanen gegeneinander kämpfen, der Anführer der Truppe „Funbari-Spa“ (ふんばり温泉チーム, Funbari Onsen Chīmu). Yos Geist heißt Amidamaru. Yos persönliches Ziel für das Schamanenturnier ist es, seinen Zwillingsbruder Hao, der die Menschheit vernichten will, aufzuhalten, damit er danach in Ruhe leben kann.
Amidamaru (阿弥陀丸)
Amidamaru (Sterbealter 24) ist der Geist und bester Freund von Yo. Zu Lebzeiten war er als „Dämonenmensch Amidamaru“ bekannt, da er angeblich 50 der Soldaten des Königs grundlos niedergestreckt haben soll und scheinbar unbesiegbar war. In seiner Kindheit war Amidamaru in einer Gruppe von Straßenkindern in einem Land voller Räuber und Banditen. Dadurch musste er den Schwertkampf schnell erlernen, um sich und seine Freunde zu beschützen. Amidamarus zu Lebzeiten bester Freund war der Schmied Mosuke (喪助). Dieser stellte Amidamarus erstes Schwert „Frühlingsregen“ (春雨, Harusame) her, welches er wegen eines Mangels an Metall aus dem Messer seines Vaters schmiedete. Kurz vor Amidamarus Tod schmiedete Mosuke das Schwert des Lichts. Amidamaru kam jedoch nie dazu es zu benutzen. Jetzt führt Yo Mosukes letztes Schwert.
Manta Oyamada (小山田 まん太, Oyamada Manta)
Manta ist sehr klein, Realist und besitzt die Gabe, Geister zu sehen. Sein Vater besitzt ein Unternehmen und ist sehr reich. Manta liest gerne Gruselgeschichten und lernte Yo auf dem Heimweg über den Friedhof kennen. Yo ist sein erster richtiger Freund. Im Anime besitzt auch Manta einen Schutzgeist, der in seinem Laptop eingeschlossen ist. Er heißt Mosuke. Außerdem ist Manta trotz dessen, dass er kein Schamane ist, ein unersetzliches Mitglied des Teams.
Anna Kyohyama (恐山 アンナ, Kyōyama Anna)
Die Itako (traditionelle japanische Schamanin) Anna ist Yos Verlobte. Da sie an seiner Seite Schamanenkönigin werden will, trainiert sie ihn gnadenlos hart (Sie nennt diese Trainingsmethode „Höllentraining“). Manchmal scheint es so, als wäre Anna herzlos, eiskalt und egoistisch, doch in Extremsituationen kümmert sie sich um ihre Freunde. Ihre Gebetskette verleiht ihr große Macht. Durch diese war es ihr auch möglich, Haos Shikigami Zenki (前鬼) und Goki (後鬼, Gōki) zu besiegen, welche ihr danach als ihre Schutzgeister treu dienen. Yo versprach ihr, nachdem er sie im Kindesalter rettete, sie zu heiraten, sobald er Schamanenkönig ist.
Die Figur der Itako Anna trat bereits in Hiroyuki Takeis früheren Werken Itako no Anna von 1994 und Butsu Zone von 1997 auf.
„Holzschwert“-Ryu (木刀の竜, Bokutō no Ryū)
Ryu, eigentlich Ryūnosuke Umemiya (梅宮 竜之介, Umemiya Ryūnosuke), ist zu Beginn ein gefürchteter Schlägertyp und Anführer einer Rockabilly-Gang. Zu Beginn des Epos verliebt er sich in Anna. Als er jedoch erfährt, dass sie Yos Verlobte ist, entwickelt er einen enormen Hass gegen seinen Rivalen. Da sich der Geist Tokagero Tokagero (蜥蜴郎, Tokagerō) an Yos Geist Amidamaru dafür rächen will, dass er ihn vor 600 Jahren tötete, ergreift er Besitz von Ryu und will auf diese Weise Yo und seinen Geist töten. Yo zeigt jedoch, dass sein Hass sinnlos ist und er sich besser mit ihnen anfreunden sollte. So erfährt Ryu, dass auch er ein Schamane ist und lässt sich von Yos Vater ausbilden. Seitdem steht er Yo und Anna zur Seite. Er nimmt in Yos Team mit Tokagero als Schutzgeist am Schamanenkampf teil.
Ren Tao (道 蓮, Tao Ren)
Ren ist der jüngste Sprössling der Tao-Familie und Yos erbittertster Feind und doch gleichzeitig auch Freund. Er will Schamanenkönig werden, um eine Welt ohne Hass und Gewalt zu erschaffen. In seiner Kindheit wurde er das Töten gelehrt. Nach seiner Begegnung mit Yo erkennt er jedoch, dass es alle Menschen verdient haben zu leben. Er plant, um den Fluch seines Daseins zu brechen, seinen Onkel zu besiegen. Stattdessen aber versöhnen sie sich wieder und Ren geht zusammen mit Yo, Ryu, Horohoro und Lyserg auf die Suche nach dem Dorf der Patcheen. Rens Schutzgeist heißt Bason und war ein chinesischer Krieger, der dem Kaiser diente. Bason zählt zu den wildesten Kriegern aller Zeiten. In ihm steckt eine gewaltige chinesische Kriegerseele. Er hat die chinesische Kampfkunst von der Pike auf gelernt und beherrscht sie bis ins kleinste Detail. Ren ist stur, egoistisch und vor allem leicht reizbar, weshalb er bei Kleinigkeiten gleich seine Waffe zieht. In manchen Situationen zeigt sich jedoch, ähnlich wie bei Anna, sein gutes Herz. Sein Markenzeichen sind ein Bündel seiner Haare, die er spitz aufgestellt hat, und seine gewählte Ausdrucksweise. Zuerst benutzt er als Over-Soul-Medium ein Guan Dao, später dann das „Juwelen-Donner-Schwert“, das ihm sein Onkel schenkte (ein Familienerbstück).
Horokeu „Horohoro“ Usui (碓氷 ホロケウ (ホロホロ))
Horohoro ist ein Ainu-Schamane aus Hokkaidō, dessen Ziel es ist, die Kolopockulu (コロポックル, koropokkuru für Ainu korpokkur), was so viel bedeutet wie „Zwerg unter dem Huflattich“, vor dem Aussterben zu bewahren, indem er als Schamanenkönig ein großes Huflattichfeld pflanzt. Er ist außerdem der erste Gegner von Yo in der ersten Runde. Später schließt er sich Yos Gruppe an und nimmt im „Team Ren“ (THE蓮) an der Hauptrunde teil. Sein Schutzgeist ist ein Kolopockulu namens Kororo (コロロ), die Eistechniken benutzt. Zunächst benutzt er als Over-Soul-Medium sein Snowboard, später dann ein Ikupasi, das ihm seine Schwester Pilika (ピリカ, Pirika) schnitzte.
Hao Asakura (麻倉 葉王, Asakura Hao)
Hao ist Yos Vorfahre und der mächtigste Schamane der Familie Asakura. Vor 1000 Jahren meisterte Hao das Pentagramm der japanischen Kultur und wurde so mächtig, dass er mit dem König der Hölle, Taizanfukun, einen Pakt schloss und 500 Jahre später zum nächsten Schamanenturnier als Patchee wiedergeboren wurde. Im letzten Moment gelang es jedoch einem seiner Nachkommen, dem Shugenja Yoken Asakura (麻倉 葉賢, Asakura Yōken), Hao zu besiegen. Wiederum 500 Jahre später wurde er erneut, diesmal als Yos Zwillingsbruder, wiedergeboren, um Rache zu nehmen und endlich Schamanenkönig zu werden. Hao kämpft mit Spirit of Fire, einem der fünf großen Naturgeister, den er in seinem zweiten Leben als Patchee bekam. Sein Element ist das Feuer und sein Medium ist der Sauerstoff in der Luft.

Silver (シルバ, Shiruba)
Silver ist ein Schamane, der dem Indianerstamm der Patchee angehört, und einer der Schiedsrichter beim großen Schamanenturnier. Er prüft Yo, um festzustellen, ob er ihn zum Schamanenturnier zulassen kann, und hegt mit der Zeit immer größere Sympathie für ihn, was ein Problem ist, da er als Schiedsrichter objektiv bleiben muss. Seine Geister sind Naturgeister (ein Wolf, ein Adler, eine Schlange, ein Bison und eine Schildkröte). Als Medium nutzt er fünf Ringe an seiner rechten Hand. Später erfährt man, dass er ein als Patchee wiedergeborener Nachfahre des Hao Asakura von vor 500 Jahren ist.
Faust VIII (ファウストVIII世, Fausuto VIII-sei)
Der Schutzgeist des Nekromanten Faust VIII ist seine verstorbene Geliebte Elisa (エリザ・ファウスト, Eliza Fausuto), deren Skelett ihm als Medium dient. Er ist der Nachfahre des berühmten Heinrich Faust, der einen Pakt mit dem Teufel eingegangen ist. Die Parallele zu Johann Wolfgang von Goethes Faust ist natürlich Absicht, da nicht nur der Name des Protagonisten mit dem hiesigen Nekromanten übereinstimmt, sondern auch beide einen Pakt mit dem Teufel eingegangen sind. Wie auch sein Vorfahre war Faust VIII zunächst ein Arzt. Als jedoch seine Frau Elisa starb, widmete er sich der Nekromantie, um seine Geliebte wiederzubeleben, was auch der Grund ist, warum er Schamanenkönig werden will. Anfangs ist er ein Gegenspieler Yos, der Yo in der ersten Runde des Schamanenkampfes erheblich zusetzt. In der Hauptrunde des Schamanenkampfes wird er jedoch sogar ein Mitstreiter Yos, da er noch kein Team hat und Yo zufälligerweise durch das Verschwinden von Lyserg noch einen Mitstreiter braucht.
Chocolove McDonell (チョコラブ・マクダネル, Chokorabu Makudaneru)
Chocolove ist ein dunkelhäutiger Schamane, der Schamanenkönig werden will, um der Welt das Lachen zu bringen. Sein Schutzgeist ist der Jaguar Mick (Eine Anspielung auf Mick Jagger), der eigentlich Chocoloves Lehrer gehörte und der Indio-Held Pascal Avaf. Auch wenn er sich selbst als Komiker bezeichnet, sind seine Witze alles andere als lustig. Er schließt sich in der Hauptrunde des Schamanenkampfes dem Team „Team Ren“ an und beeindruckt seine Mitstreiter durch seinen außergewöhnlichen Over-Soul. Er benutzt seine Augen und Fingernägel als Medium für den Jaguargeist. In der US-Fassung des Anime wurde Chocolove in Joco umbenannt, da Choco als rassistischer Name für Afroamerikaner gilt.
Lyserg Diethel (リゼルグ・ダイゼル, Rizerugu Daizeru)
Lyserg kommt aus London und lernt Yo und seine Freunde während ihrer Reise ins Patchee-Dorf kennen. Sein Geist ist ein Elementarwesen namens Cloey. Als Medium benutzt er ein Pendel, womit er auch andere Schamanen aufspüren kann. Lyserg nimmt am Schamanenkampf teil, um sich an Hao zu rächen, der in seiner Kindheit seine Eltern ermordet hat. Später schließt sich Lyserg den X-Laws an und bekommt von ihnen den Engelsgeist Zelel.
Jeanne, die eiserne Jungfrau (アイアンメイデン・ジャンヌ, Aianmeiden Jannu)
Jeanne stammt vom Mont Saint-Michel in Frankreich und ist mit ihren elf Jahren bereits eine mächtige Schamanin. Jeanne ist Führerin und Symbol der X-Laws. Im Schamanenturnier war ihre Furyoku verbraucht und deshalb musste sie ausscheiden. Jeanne hat die höchste der Furyoku nach Hao, so dass sie stärker ist, als sie scheint. Sie wird meist in einer eisernen Jungfrau transportiert.

## Veröffentlichungen

### Manga
Shaman King erschien in Japan von 1998 an in Einzelkapiteln im Manga-Magazin Shūkan Shōnen Jump des Shūeisha-Verlags, bis er 2004 nach 285 Kapiteln abrupt beendet wurde. Die Einzelkapitel wurden in 32 Sammelbänden zusammengefasst. Zwischen dem 4. März 2008 und dem 3. April 2009 wurde die Serie in Kanzenban als Shaman King Kang-Zeng-Bang erneut veröffentlicht. Sie besteht aus 27 Bänden und enthält nach einer Ankündigung auf dem Jump Festa 2008 das „wahre Ende“ der Geschichte. Dafür wurden im 24. Band der Neuauflage zwei Kapitel ergänzt und die restliche Nummerierung der Kapitel korrigiert. Das eigentlich letzte Kapitel 285 (entspräche in der Neuauffassung Kapitel 287) war in der neuen Version nicht mehr enthalten; stattdessen setzte die Handlung hier ein und endete mit Kapitel 300. Zusätzlich zur gedruckten Ausgabe wurde das Ende der Reihe auch auf der offiziellen Webseite online gestellt.
Auf Deutsch erschien ein Teil von Shaman King von Dezember 2001 bis Dezember 2005 in Einzelkapiteln im mittlerweile eingestellten Manga-Magazin Banzai! von Carlsen Comics. Der Verlag veröffentlichte die Serie auch komplett in Taschenbuchform. Im 32. Band wurde die Fortsetzung von Shaman King gezeigt; der Name lautet „Das Lied vom Funbari – Funbari Spa“. Von April 2020 bis November 2022 veröffentlichte der deutsche Publisher Tokyopop eine Neuauflage des Mangas in Doppelbänden. Die Serie wurde auch in viele andere Sprachen übersetzt. Eine französische und eine niederländische Fassung erschien bei Kana, eine italienische bei Edizioni Star Comics, eine portugiesische bei JBC in Brasilien und eine chinesische bei Tong Li Publishing auf Taiwan. Carlsen brachte den Manga auch auf Schwedisch heraus und auf Spanisch erschien die Serie bei Editorial Ivréa in Argentinien, bei Glénat in Spanien und bei Grupo Editorial Vid in Mexiko.
Der Nachfolger der Serie wurde von April 2012 bis Oktober 2014 im Magazin Jump X unter dem Titel Shaman King Flowers veröffentlicht. Der Manga erschien auch gesammelt in sechs Bänden. Auf Deutsch wurde die Serie von Oktober 2022 bis August 2023 bei Tokyopop mit allen Bänden veröffentlicht. Übersetzer ist Hirofumi Yamada. Auf Englisch erscheint der Manga bei Kodansha USA, auf Italienisch bei Edizioni Star Comics und auf Chinesisch bei Tong Li Publishing. Die Fortsetzung Shaman King – The Super Star erschien von Mai 2018 bis November 2024 im Shōnen Magazine Edge und wurde auch gesammelt in acht Bänden veröffentlicht. Von November 2023 bis August 2025 erschien die Serie auch komplett auf Deutsch bei Tokyopop.

### Anime 2001 bis 2002
Auf der Grundlage der Manga-Serie produzierte das Animationsstudio Xebec eine Anime-Fernsehserie mit 64 Folgen, die vom 4. Juli 2001 bis zum 25. September 2002 auf dem japanischen Fernsehsender TV Tokyo lief.
Auf Deutsch wurde die Fernsehserie ab Ende 2004 bei kabel eins, ATVplus und Fox Kids vollständig ausgestrahlt und ab dem 13. September 2006 vom deutschen Fernsehsender RTL II wiederholt. Die deutschsprachige Anime-Fassung basiert auf der von 4kids Entertainment für die USA lizenzierten und bearbeiteten Version.
Der Anime wurde auch in anderen Ländern wie Italien, Spanien, Griechenland, Dänemark, Frankreich, Großbritannien, Chile, Brasilien, Russland, Argentinien, Kanada, Mexiko, Südkorea, Polen, Taiwan, den Philippinen, den Niederlanden und den Vereinigten Staaten ausgestrahlt.
| Rolle (jp./dt.)                     | Japanischer Sprecher (Seiyū)                         | Deutscher Sprecher                                     |
| ----------------------------------- | ---------------------------------------------------- | ------------------------------------------------------ |
| Yoh Asakura/Yo Asakura              | Yūko Satō                                            | Hubertus von Lerchenfeld                               |
| Amidamaru                           | Katsuyuki Konishi                                    | Crock Krumbiegel                                       |
| Manta Oyamada                       | Inuko Inuyama                                        | Andrea Wick                                            |
| Anna Kyohyama                       | Megumi Hayashibara                                   | Beate Pfeiffer                                         |
| Ryunosuke Umemiya/„Holzschwert“-Ryu | Masahiko Tanaka                                      | Claus-Peter Damitz                                     |
| Tokagero                            | Wataru Takagi                                        | Thomas Rauscher                                        |
| Tao Ren/Ren Tao                     | Romi Park                                            | Manuel Straube                                         |
| Tao Jun/Run Tao                     | Michiko Neya                                         | Kathrin Gaube                                          |
| Bason                               | Shinpachi Tsuji                                      | Gerhard Jilka                                          |
| Horokeu Usui/Trey Racer             | Yūji Ueda                                            | Dirk Meyer                                             |
| Hao Asakura/Seki Asakura            | Minami Takayama Hikaru Midorikawa (500 Jahre früher) | Hubertus von Lerchenfeld                               |
| Silva                               | Hikaru Midorikawa                                    | Frank Röth                                             |
| Johann George Faust VIII            | Takehito Koyasu                                      | Manfred Trilling                                       |
| Chocolove McDonell/Joco             | Motoko Kumai                                         | Oliver Mink (Folge 1–51) Philipp Brammer (Folge 52–64) |
| Yohmei Asakura (Yos Großvater)      | Takeshi Aono                                         | Donald Arthur                                          |
| Mikihisa Asakura (Yos Vater)        | Ken'yuu Horiuchi                                     | Claus Brockmeyer                                       |
| Pirika Usui/Pilica                  | Towoko Kawakami                                      | Julia Haacke                                           |
| Kalim                               | Kazuhiro Nakata                                      | Walter von Hauff                                       |
| Marco                               | Akimitsu Takase                                      | Pascal Breuer                                          |
| Lyserg Diethel                      | Yōko Soumi                                           | Tristano Casanova                                      |
| Jeanne                              | Yui Horie                                            | Sonja Reichelt                                         |

### Anime 2021
Im Juni 2020 wurde ein neuer Anime für April 2021 angekündigt, welcher die Manga-Neuauflage adaptieren soll.
| Rolle                    | Japanischer Sprecher (Seiyū) | Deutscher Sprecher       |
| ------------------------ | ---------------------------- | ------------------------ |
| Yoh Asakura              | Yōko Hikasa                  | Hubertus von Lerchenfeld |
| Amidamaru                | Katsuyuki Konishi            | Alexander Wohnhaas       |
| Manta Oyamada            | Inuko Inuyama                | Andrea Wick              |
| Anna Kyohyama            | Megumi Hayashibara           | Beate Pfeiffer           |
| Ryunosuke Umemiya        | Masahiko Tanaka              | Claus-Peter Damitz       |
| Tokagero                 | Wataru Takagi                | Thomas Rauscher          |
| Tao Ren                  | Romi Park                    | Benedikt Gutjan          |
| Tao Jun                  | Michiko Neya                 | Jacqueline Belle         |
| Bason                    | Kosuke Takaguchi             | Gerhard Jilka            |
| Horokeu Usui             | Yūji Ueda                    | Dirk Meyer               |
| Hao Asakura              | Minami Takayama              | Hubertus von Lerchenfeld |
| Johann George Faust VIII | Takehito Koyasu              | Manfred Trilling         |
| Chocolove McDonell       | Motoko Kumai                 |                          |
| Pirika Usui              | Rina Hidaka                  |                          |

## Rezeption
Laut der Fachzeitschrift MangasZene erinnert das Konzept von Shaman King zum einen an Serien wie Flame of Recca aber auch an Sportserien. So spielten später Teamgeist und Freundschaft eine große Rolle. Da jedoch sehr viele Schamanen auftreten, verkörpere ein großer Teil davon nur Klischees. Dennoch seien einige der eindimensionalen Figuren in der Lage, die Sympathie des Zuschauers zu gewinnen. Trotz der Beschränkung der Handlung auf Duelle und die Einführung neuer Charaktere komme es zu überraschenden Wendungen. Trotz der vielen Action und Gewalt sei die Serie humorvoll und so auch für jüngeres Publikum interessant.
Die Hintergründe, Animationen und Figuren seien einfach gestaltet. Kämpfe würden mit Computereffekten „aufgepeppt“. Der Anime sei jedoch eher nur ein „schwacher Abklatsch“ des Mangas.